# ۷۴ شکارچی
۷۴ شکارچی (انگلیسی: 74 Orionis) یک ستاره در صورت فلکی جبار است. این ستاره با چشم غیرمسلح به عنوان یک نقطه نورانی کم رنگ و زرد-سفید با قدر ظاهری ۵.۰۴ قابل مشاهده است. بر اساس اختلاف منظر در فاصله ۶۴ سل نوری از خورشید قرار دارد و با سرعت شعاعی ۹+ کیلومتر بر ثانیه در حال دورتر شدن است. این ستاره دارای حرکت مناسب نسبتاً بالایی است و کره آسمانی را با سرعت ۰.۲۰۴ ثانیه قوس در سال طی می‌کند.